# Hasse Hasselgren
Nils Hasse Hasselgren, född 19 augusti 1933 i Malmö Karoli församling i dåvarande Malmöhus län, död 31 oktober 2002 i Malmö Sankt Petri församling i Skåne län, var en svensk målare.
Hasselgren var son till frisörmästaren Carl Hasselgren och Greta, ogift Kristell. Han utbildade sig vid Essem-skolan i Malmö 1950–1953, vid Målarskolan Forum i Malmö 1960–1963 och vid Grafikskolan Forum i Malmö 1964–1969. I Sverige finns han representerad vid Moderna museet i Stockholm, Malmö museum, Göteborgs konstmuseum[källa behövs], Skissernas museum i Lund, Kalmar konstmuseum, Värmlands museum och Västernorrlands läns museer. Utomlands finns han representerad vid Museum of Contemporary Art, Skopje och Pantswowe Museum i Polen.
Åren 1959–1974 var han gift med Sylva Månsson (född 1937) och under 1970- och 1980-talen sambo med konstnären Christina Campbell (född 1940), dotter till konstnärerna Classe Campbell och Pia Hesselmark-Campbell. Han har han en son (född 1972) och en dotter (född 1981) tillsammans med Campbell. Hasselgren är begravd på Sankt Pauli södra kyrkogård i Malmö.